# 関山和雄
関山 和雄（せきやま かずお、本名：同じ、1947年7月26日 - ）は、日本の総合広告企画制作者、プロデューサー。 元・歌手の若杉一夫。

## 来歴
1968年3月1日にジャニー喜多川のプロデュースにより「若杉一夫」名義でシングルレコード『北国の夜』を発売し歌手デビュー。その後学業専念のため6ヶ月で引退。
広告代理店などを経て、1979年に広告企画制作会社セキ・インターナショナルジャパンを設立（1989年、株式会社シーエムカンパニーに社名変更）。
テレビCM作品
- サントリーホワイト
  - サミー・デイヴィスJr.を起用
  - カンヌインターナショナルフェスティバル CM部門 日本初グランプリ受賞
- サントリーオールドウィスキー
  - 中華人民共和国でCM撮影
    - 北京・桂林編
    - シルクロード編
- キリン ラガービール
  - 夏目雅子を起用
- 富士通FMタウンズ
  - 宮沢りえを起用
  - B'zをプロデュースしデビュー曲「Bad Communication」を起用
- キリン 生ビール
  - TUBEをプロデュースしデビュー曲「Season in the sun」を起用
- キリン 秋味商品開発
- カルビー　ポテトチップス
  - 宮沢りえを起用
  - B'z楽曲を起用
  - カメラマンにファッションフォトグラファーのハーブ・リッツを起用
- KOSE ヴィセ
  - 安室奈美恵を起用
  - 黒澤明に直接CM演出依頼
- PARCO
- 黒人シリーズ
- レイチャールズ
- カメリアダイヤモンドCM楽曲タイアップ制作実施。数多くのヒット曲が生まれる。

プロデュース業
- B'z
- 東京スカパラダイスオーケストラ
- チューブ
- 高橋真梨子

などの数多くのミュージシャンをテレビCMに起用するためにプロデュースした。